# Handball Club Kehra
Le Handball Club Kehra est un club de handball situé à Kehra en Estonie.

## Palmarès
Compétitions nationales
- Championnat d'Estonie (11): 1993, 1994, 1995, 1996, 1999, 2003, 2004, 2006, 2009, 2012, 2014
- Coupe d'Estonie (8) : 1996, 1999, 2002, 2004, 2005, 2006, 2009, 2012

Compétitions internationales
- Ligue Balte de Handball (3) : 2008, 2011, 2012